# Kamień życzeń – magiczne przygody
Kamień życzeń – magiczne przygody (ang. Shorts) – film familijny w reżyserii Roberta Rodrigueza z 2009 roku. Film był kręcony w  mieście Austin w stanie Teksas w USA.

## Fabuła
Akcja filmu rozgrywa się na przedmieściu Black Falls, gdzie wszystkie domy wyglądają tak samo, a wszyscy dorośli pracują w fabryce Black Box Unlimited Worldwide Industries Incorporated. Tam właśnie powstaje Czarna Skrzynka pana Blacka, uniwersalne urządzenie do wszystkiego. Jednak jedyną rzeczą jaką Pan Black (James Spader) uczynił dla 11-letniego Toe Thompsona (Jimmy Bennett), to zapewnienie pracy jego rodzicom. Tymczasem Toe chciałby poznać nowych przyjaciół. 
Wszystko zmienia się, kiedy z nieba spada tęczowy kamień, uderza go w głowę i zmienia wszystko. Kamień okazuje się lepszą wersją Czarnej Skrzynki, gdyż spełnia życzenia. Już wkrótce okolica zaroi się od miniaturowych statków kosmicznych, armii krokodyli i innych magicznych stworzeń. Jednak prawdziwy chaos zacznie się z chwilą, w której tęczowy kamień wpadnie w ręce dorosłych. Teraz Toe i jego przyjaciele będą musieli zjednoczyć się w walce o ocalenie miasta. Po drodze zrozumieją, że to, czego sobie życzą nie zawsze jest tym, czego naprawdę potrzebują.

## Obsada
- Jimmy Bennett – Toe Thompson
- Devon Gearhart – Cole
- Jonathan Breck – ochroniarz
- Tori Ramert – dzieciak ze szkolnego podwórka
- Cambell Westmoreland – Blinker
- Jolie Vanier – Helvetica
- James Leonardo Mayberry – dzieciak ze szkolnego podwórka
- John Chilleri – dzieciak w korytarzu
- James Spader – pan Black
- Kat Dennings – Stacey Thompson
- Trevor Gagnon – Loogie
- Rebel Rodriguez – Lug
- Jake Short – Nose Noseworthy
- William H. Macy – dr Noseworthy
- Leo Howard – Laser
- Angela Lanza – nauczycielka
- Zoe Webb – Blinker #2
- Leslie Mann  – mama Thompson
- Jon Cryer – tata Thompson